# Elatostema tenuinerve
Elatostema tenuinerve är en nässelväxtart som beskrevs av Wen Tsai Wang och Y.G.Wei. Elatostema tenuinerve ingår i släktet Elatostema och familjen nässelväxter. Inga underarter finns listade i Catalogue of Life.